# Stephen Samuel Remak
Stephen Samuel Remak (ur. 18 kwietnia 1821 w Poznaniu, zm. 1 marca 1890) – amerykański prawnik, konsul Stanów Zjednoczonych w Trieście.
Wyjechał do Stanów Zjednoczonych w 1849 roku z Niemiec. Studiował prawo w Filadelfii. 3 maja 1854 roku został prawnikiem. Zajmował się m.in. reprezentacją obywateli różnych krajów europejskich w Stanach Zjednoczonych. Był członkiem partii demokratycznej. Był w dobrych stosunkach z Jamesem Buchananem i po jego wyborze na prezydenta Stanów Zjednoczonych, Remak został konsulem amerykańskim w Trieście w 1858 roku. Pracował na tym stanowisku do 1861. Podróżował w Europie między 1863 a 1865 rokiem. Napisał wtedy książkę La Paix eu Amerique (Pokój w Ameryce). W 1867 roku wrócił do Filadelfii i nadal praktykował prawo.
Był bratem Roberta Remaka i Gustava Remaka. Nie założył rodziny.